# Historieta independiente
La historieta o cómic independiente (del inglés Independent comics) es un neologismo con el que se designa a la historieta estadounidense y por extensión francesa  y japonesa que producen las nuevas y pequeñas editoriales surgidas al calor de la expansión del mercado directo a finales de los años 70. En el caso de Estados Unidos, excluiría, por ejemplo, solo a DC y Marvel Comics. 
Dado que las editoriales independientes pueden producir obras de los géneros y formatos mayoritarios, no debe confundirse con la historieta alternativa.

## Historia
La contracultura hippie y el sistema de distribución de comix asociado a ella, había colapsado en gran medida a finales de los 70. Surgieron, sin embargo, editoriales como Fantagraphics Books (1977) y revistas como RAW  (1980) de Art Spiegelman y su esposa Françoise Mouly y Weirdo (1981) de Robert Crumb. 
Las Tortugas Ninja Mutantes Adolescentes (1984) de Kevin Eastman y Peter Laird, en principio concebidas como una parodia sin pretensiones del Rōnin y el Daredevil de Frank Miller, se convirtieron en un éxito de la edición independiente de la noche a la mañana.
Image Comics y Dark Horse han editado superventas superheroicos.

## Notables editoriales independientes
- Apa Apa Còmics (2007 - presente)
- Alternative Comics (1993 - presente)
- L'Association (France) (1990 - presente)
- Black Eye Productions (1992 - 1998)
- Buenaventura Press (xxxx - presente)
- Caliber Comics (1989 - 2000)
- Comico Comics (1982 - 199x)
- Conundrum Press (Canada) (1995 - presente)
- CrossGen (Cross Generation Entertainment) (1998 - 2004)
- Dark Horse Comics (1986 - presente)
- Drawn & Quarterly (Canada) (1991 - presente)
- Eclipse Comics (1978 - 1994)
- Fantagraphics Books (1976 - presente)
- First Comics (1983 - 1991)
- First Second (2006 - presente | división de Holtzbrinck)
- Highwater Books (1997 - 2004)
- Hyperwerks (1997 - presente)
- Image Comics (1992 - presente)
- Last Gasp (1970 - presente)
- Kitchen Sink Press (1969 - 1999)
- Malibu Comics (1986 - 1994 | absorbido por Marvel Comics)
- Mineshaft Magazine (1999 - presente)
- Oni Press (1997 - presente)
- Pantheon Books (197x - presente | filial de Random House)
- Slave Labor Graphics/Amaze Ink (1986 - presente)
- Top Shelf Productions (1997 - presente)